# Кірзавод
Кірзаво́д (рос. Кирзавод) — селище у складі Парабельського району Томської області, Росія. Входить до складу Парабельського сільського поселення.

## Населення
Населення — 580 осіб (2010; 420 у 2002).
Національний склад (станом на 2002 рік):
- росіяни — 90 %